# Love at First Sting
Love at First Sting  – dziewiąty studyjny album Scorpions wydany w roku 1984.

## Lista utworów
1. "Bad Boys Running Wild" – 3:55
2. "Rock You Like a Hurricane" – 4:12
3. "I'm Leaving You" – 4:18
4. "Coming Home" – 5:00
5. "The Same Thrill" – 3:37
6. "Big City Nights" – 4:09
7. "As Soon As The Good Times Roll" – 5:04
8. "Crossfire" – 4:36
9. "Still Loving You" – 6:29

## Twórcy albumu
- Klaus Meine – wokal
- Rudolf Schenker – gitara rytmiczna
- Matthias Jabs – gitara solowa
- Francis Buchholz – gitara basowa
- Herman Rarebell – perkusja

- Dieter Dierks – producent